# Rastočko polje
Rastočko polje este o arie protejată (sit de importanță comunitară — SCI) din Croația întinsă pe o suprafață de 770,91 ha, integral pe uscat.

## Localizare
Centrul sitului Rastočko polje este situat la coordonatele 43°12′32″N 17°24′27″E / 43.208883°N 17.407439°E.

## Înființare
Situl Rastočko polje a fost declarat sit de importanță comunitară în iulie 2013 pentru a proteja 2 specii de animale.

## Biodiversitate
Situată în ecoregiunea mediteraneană, aria protejată nu include niciun habitat protejat.
La baza desemnării sitului se află mai multe specii protejate:
- pești (1): Knipowitschia croatica
- reptile (1): Elaphe situla